# 야마테촌 (오카야마현)
야마테촌(山手村)은 오카야마현 남부 쓰쿠보군에 있던 촌이다. 현재는 합병에 의해 소사시가 되었고, 구 촌사무소는 소사 시청 야마테 지소가 되었다.

## 지리
남부는 산림이 되고 북부는 평지이다.고대 기비왕국의 일부였기 때문에 고분이 산재한다

## 역사
- 1889년 6월 1일 - 시정촌제에 의해 야마테촌이 되었다.
- 2005년 3월 22일 - 소자시, 쓰쿠보군 기요네촌과 대등 합병으로 신 소사시가 되었다.

## 교통

### 도로
- 국도 제429호선 (일본)(일본어판)